# 因為我喜歡你
《因為我喜歡你》（英語：Falling Into You，原劇名為《迴擊》），2020年台灣偶像劇，2020年9月19日起於台視主頻首播，同年9月20日於八大戲劇台同步播出。劇末播出幕後花絮《P.S.我也喜歡你》。由汪東城、郭雪芙、陳泂江、張本渝領銜主演。

## 播出時間

### 首播
| 頻道                 | 所在地 | 播映日期      | 播出時間            |
| -------------------- | --- | ------------- | ------------------- |
| 台視主頻             | 臺灣 | 2020年9月19日 | 每週六 22:00－23:30 |
| 愛奇藝台灣站         | 臺灣 | 2020年9月19日 | 每週六 23:30 上架   |
| LINE TV              | 臺灣 | 2020年9月19日 | 每週六 23:30 上架   |
| 八大戲劇台           | 臺灣 | 2020年9月20日 | 每週日 20:00－21:30 |
| Netflix              | 臺灣 | 2020年9月19日 | 每週六跟播最新集數  |
| meWATCH              | 新加坡 | 2020年9月19日 | 每週六跟播最新集數  |
| 爱奇艺 腾讯视频 优酷 | 中国大陆 | 2020年9月19日 | 每週六跟播最新集數  |
| viki                 | 歐洲 · 美洲 · 波蘭 · 印度 · 英国 · 法國 · 德国 · 荷蘭 · 加拿大 · 義大利 · 葡萄牙 · 匈牙利 · 西班牙 · 新西兰 · 羅馬尼亞 | 2020年9月19日 | 每週六跟播最新集數  |

### 重播
| 頻道       | 所在地 | 播映日期                                | 播出時間            |
| ---------- | ------ | --------------------------------------- | ------------------- |
| 八大綜合台 | 臺灣   | 2020年9月20日起                         | 每週日 22:00－23:30 |
| 八大綜合台 | 臺灣   | 2020年9月26日起                         | 每週六 13:00－14:30 |
| 八大戲劇台 | 臺灣   | 2020年9月21日                           | 週一 00:00－01:30   |
| 八大戲劇台 | 臺灣   | 2020年9月27日起                         | 每週日 14:00－15:30 |
| 八大戲劇台 | 臺灣   | 2020年9月28日起                         | 每週一 00:30－02:00 |
| 八大戲劇台 | 臺灣   | 2020年10月3日起                         | 每週六 08:00－09:30 |
| 八大戲劇台 | 臺灣   | 2020年10月3日起                         | 每週六 20:00－21:30 |
| 八大戲劇台 | 臺灣   | 2020年10月4日起                         | 每週日 00:00－01:30 |
| 台視主頻   | 臺灣   | 2020年9月21日 （至9月28日）             | 每週一 00:15－01:45 |
| 台視主頻   | 臺灣   | 2020年9月26日起 （除10月3日、10月10日） | 每週六 00:00－01:30 |
| 台視主頻   | 臺灣   | 2020年9月26日起 （除10月10日）          | 每週六 13:00－14:30 |
| 台視主頻   | 臺灣   | 2020年10月3日                           | 週六 02:00－03:30   |
| 台視主頻   | 臺灣   | 2020年10月11日起                        | 每週日 23:45－01:15 |

## 劇情簡介
講述陳子彤（郭雪芙飾）是一個從小以參加奧運為目標的跆拳道選手，因舊傷復發，在面臨選手生涯可能提前結束的困境時，認識“恐血症”青年CEO（汪東城飾），從冤家一路進階戀人，兩人因對方而改變自己的愛情故事。此劇探討相戀並非單向「誰守護誰」的二分題，而是雙向付出「誰守護誰更多」的比較題。

## 演員列表

### 主要演員
| 演員   | 角色   | 介紹 | 登場集數   |
| 汪東城 | 方至勝 | 創客/快遞公司執行長/方祥泰的兒子、方晴的姪子，陳子彤的未婚夫 在童年時心靈受創，甚至還患有『恐血症』的青年CEO。好勝心強、自小就是學霸！自信爆棚、外型俊帥、黃金比例的他，是女性心目中的理想男神，最常說的一句話是「沒有他做不到的事，只有他不想做的事」。與好友語謙帶著玩票性質，從遊戲類行動應用程式轉型旅遊類行動應用程式，發展之快速成為即時貨運服務的最大勁敵！這樣多才多藝、幾乎萬能的他，只有一個弱點，那就是……怕血，最後與子彤求婚。                                                                              | 全劇       |
| 葉泓毅 | 方至勝 | 7歲，小時候的至勝。 | 2-5,7,9-12 |
| 郭雪芙 | 陳子彤 | 崇雲道館跆拳道選手/快遞公司員工/超商店員/餐廳/健身房/咖啡館等兼職人員/陳大全、何采鳳的女兒，陳天霖的妹妹，陳心妍的姑姑，方至勝的未婚妻 她是一位跆拳道高手，經常在男主角面臨危險時，挺身救援，角色原型為蘇麗文。原跆拳道選手，個性開朗活潑、重義氣，是個好東西全跟好朋友分享的陽光少女，但重要的比賽前夕，子彤遭受好友吳倩妮和男友出軌的背叛，甚至因此受傷無法再繼續選手生涯，慘遭身為教練的母親采鳳放棄！遭受接連打擊，不相信人與人之間的友情、愛情的子彤，也因為快遞工作澈底看透社會的殘酷和冷漠，最後答應至勝的求婚。 | 全劇       |
| 陳泂江 | 陳天霖 | 獨立記者，陳大全、何采鳳的兒子，陳心妍的父親，陳子彤的哥哥，方晴的未婚夫 由於母親全心投入培養妹妹子彤，和母親、妹妹並不親。從小看著父親大全的背影，長大後投身社會線記者工作。天生一副嚴肅臉、不苟言笑的模樣讓人望而生畏，沒有人會想到他心中有一個世間少見的純情浪漫，原來他曾經是個迷途逃家、行事衝動任性的暴走少年，因為十七歲時遇上大他十歲的初戀，洗心革面、浪子回頭，最後與方晴求婚。 | 全劇       |
| 張本渝 | 方晴   | 和興小學一年九班的老師，方祥泰的妹妹，方至勝的姑姑，陳天霖的未婚妻 在小學擔任老師，個性開朗、熱情、堅強擅長忍耐，總以正能量看待一切負面事物的她是學生眼中的好老師。在哥哥方祥泰意外身亡後，發現至勝因為創傷後壓力症候群（PTSD）失去事發記憶，心疼孩子的她選擇隱瞞，全心投入照顧以至於與愛情絕緣，方晴從沒想過會再遇見二十七歲認識的陳天霖，還對她展開追求，卻也意識到跨四的年紀讓她無法自信，最後答應天霖的求婚。 | 全劇       |
| 李覓恩 | 方晴   | 年輕時的方晴。 | 4,7        |

### 其他演員
| 演員   | 角色     | 介紹 | 登場集數               |
| 顏毓麟 | 高語謙   | 快遞公司技術長，方至勝大學的麻吉朋友 程式設計專才，業界少見的全端設計師。認真、單純、運氣極差的悲觀主義者，大學時代與校草至勝同寢室，因為電玩意外結為好友，由於少根筋的個性，讓他常常因為被誤解陷入危險，幸得至勝協助化險為夷。兩人延續電玩和英雄救「草」的革命情感，一同創立快遞公司，至勝善於業務、社交，語謙善於後台設計、系統維護，彼此性格、人生觀如陰陽兩極。                                                               | 全劇                   |
| 席惟倫 | 吳倩妮   | 仁峰道館跆拳道選手，陳子彤的前閨蜜，柯廷偉的女友 她表面平易近人、愛照顧人，實則冷淡、好計較、小心眼，家境不好的她靠體保一路念到大學，為了出人頭地，她虛與委蛇面對身邊的每個人，出於嫉妒接受柯廷偉的追求想重挫子彤，因此斷送子彤的選手生涯，也得到采鳳的全心栽培，最後與子彤算是合好了。 | 1,3,6-7,9-13           |
| 郎祖筠 | 何采鳳   | 跆拳教練，陳大全的妻子，陳天霖、陳子彤的母親，陳心妍的祖母 前跆拳道王牌選手，現任選手教練。個性嚴厲、有強烈的控制慾。為圓自己的金牌夢，自子彤、天霖小時便嚴格訓練兩人。可惜天霖叛逆，采鳳便將所有的夢想，寄託在乖巧且繼承她天賦的子彤身上，嚴格管控子彤，給予她極強大的壓力。在子彤受傷後，采鳳轉而訓練另一名種子球員倩妮，也因此讓子彤決然離家，而她多年關注子彤冷落天霖，讓她和孩子們的關係直達冰點，最後與家人的關係都變好了。 | 1,3-4,6-7,9-13         |
| 羅北安 | 陳大全   | 家管，何采鳳的丈夫，陳天霖、陳子彤的父親，陳心妍的祖父 面惡心善、愛妻、愛家人如命的熟年退休人士。退休後的他就像一般的父母，和妻子過著閒雲野鶴的生活同時，一邊擔心子彤的失意不得志以及天霖的帶子狼生活，是家中連繫眾人的中心支柱，沒有他，陳家早因采鳳和兒子女兒的疏離四分五裂。曾任社會線記者的大全中途退休。因為23年前一篇未見光的報導，導致屬下意外身亡，讓他對社會線記者的工作感到心灰意冷。                                   | 1-7,9-13               |
| 王沛語 | 邵米雅   | 快遞公司人資部HR 個性嚴謹、說話精簡、做事謹慎、細心。在工作上，非常瞭解公司裡的員工能力，在眾人胡鬧時會適時打斷，將大家拉回正題。 | 1-9,13                 |
| 陳怡叡 | 陳佳琪   | 快遞公司營運部經理 正義感十足、做事衝動、古道熱腸到多管閒事，愛八卦，是方至勝的忠實鐵粉，進入快遞公司除了為工作，也是希望能更接近方至勝，甚至成為另一半。在她的觀念裡女人的幸福是要靠自己爭取，為此她成績優秀、熱衷健身，隨身都要展現自己，因為機會是給準備好的人！ | 1-10,13                |
| 簡劭峰 | 趙仁光   | 快遞公司快遞夥伴 個性散漫、得過且過，凡事只想現在的及時行樂主義者，認為下一秒都太遙遠，不需要思考。高中畢業後就出社會工作，平日喜歡在網路上尋求成就感，喜歡佳琪，不時追求，因為她開始奮進重新考大學。 | 1-10,13                |
| 簡義哲 | 賀有志   | 快遞公司快遞夥伴 和藹可親的老實大叔，中年失業後加入快遞工作，對於年輕人的科技搞不定，但仍為了生活努力學習。 | 1-2,4-5,7-8            |
| 劉爾金 | 趙豐良   | 資深記者 社會線記者，昔日和方祥泰都在大全底下做事。後來轉換跑道成為自由記者，與天霖經常在合作的網路新聞平台公司碰見，但因為兩人對新聞的看法不一，互看對方不順眼。 | 6,11-12                |
| 蘇達   | 曾亞俊   | 新聞總編 擁有記者魂，堅持報導真相，並且維護新聞品質，經營獨立媒體，與新聞工作者合作，看見熱血的陳天霖，想起當年的自己，不惜開放資料庫供他查詢。反倒是王欣慧，時常提醒她謹守記者本分，別再一天到晚要收拾她的殘局。 | 2,4,6-7,10,12          |
| 姬天語 | 王欣慧   | 自由記者 為追求獨家新聞不擇手段，私闖民宅，影響警方辦案，利用媒體方向拉抬自己身價，未經查證扭曲事實，未做中性的平衡報導，甚至收買情報、資訊維護的同仁，潛入對手電腦瀏覽記錄搶新聞。 | 2-4,7,10,11（聲音）,12 |
| 楊孟霖 | 柯廷偉   | 運動品牌小開，陳子彤的初戀男友，吳倩妮的男友 花心大蘿蔔，生性愛玩，沒什麼責任感，仗著自己家世豐厚啃老、炫富出名。擁有運動廠商的富爸爸，廷偉自小要什麼有什麼，以至於傷害別人而不自知，自戀成癖。 | 1,3,6-7,12-13          |
| 朱薇彤 | 陳心妍   | 陳天霖的女兒，陳大全、何采鳳的孫女，陳子彤的姪女 因為天霖投入工作，父女倆相處時間少，心妍可以說是在爺爺奶奶的照顧下長大，天性活潑、古靈精怪的小磨人精。非常崇拜跆拳道金牌選手的姑姑子彤。對於父親，心妍有強烈的思慕之情，只是天霖外表嚴肅又不擅長跟小孩相處，以至於父女倆常常相見無語。 | 3-10,13                |
| 隆宸翰 | 方祥泰   | 方至勝的父親、方晴的哥哥 執善固執，相信新聞記者的筆是為伸張正義而存在，不惜頂撞上司，導致自己常被打槍、被同事排擠，抑鬱不得志，因此染上酗酒惡習，太太過勞病死、兒子更瞧不起他，故將對社會、人生的不滿發洩在至勝身上，導致至勝有個不愉快的童年。 | 4-5,7,9-12             |
| 陳禕倫 | 徐浩平   | 物理治療師 個性溫和，專長運動醫學，常協助參賽選手調整狀態，與子彤在學生時代相識。深受子彤吸引，但因當時她有男友廷偉，沒有表白錯失機會；再度重逢以物理治療師兼朋友的身份，協助她重取勝利，不時招來至勝的醋意反擊。 | 1,7,10,12-13           |
| 李承鴻 | 李明煥   | GS業務部的員工→快遞公司快遞夥伴→快遞公司執行長助理。 | 1,3-5,7-10,12-13       |
| 張心璇 | 趙天愛   | 快遞公司快遞夥伴。 | 1-10,13                |
| 紀沐彤 | 劉尚玉   | 快遞公司快遞夥伴。 | 2-10,13                |
| 胡智強 | 林永強   | 快遞公司快遞夥伴。 | 1-5,7-10,13            |
| 洪世光 | 徐正宇   | 快遞公司快遞夥伴。 | 1-10,13                |
| 江怡薇 | 洪美華   | 和興小學的老師，方晴的同事。 | 1,3,12                 |
| 喻永翔 | 羅順益   | 陳子彤的同事，超商店員。 | 1-5                    |
| 林敬倫 | 尤仁賈   | 律師，羅順益的朋友。 | 1-4,11-12              |
| 黃舒湄 | 教務主任 | 和興小學教務主任。 | 3,8-9                  |
| 邵宇匯 | 呂學勇   | 方晴的學生，讀一年九班。 | 1,4,6-7,9              |
| 廖怡裬 | 學勇母   | 呂學勇的媽媽。 | 6-9                    |
| 王禹舒 | 學妹甲   | 崇雲道館跆拳道學員。 | 7,9-13                 |
| 南曦   | 學妹乙   | 崇雲道館跆拳道學員。 | 7,9-13                 |
| 賴雅琪 | Dora     | 書店女店員。 | 2                      |
| 吳長愷 | 機車騎士 | | 5                      |

### 客串演員
| 演員   | 角色     | 介紹                                     | 登場集數   |
| 簡懿佳 | 簡懿佳   | 體育主播                                 | 1,13       |
| 宋東彬 | 梁大城   | 體育解說員                               | 1,13       |
| 朱德剛 | 杜自強   | 陳子彤的復健科醫生。                     | 1-2,6,8,10 |
| 段鈞豪 | 江兆中   | 清水小學一年三班的老師→和興小學的老師。  | 1,5-11     |
| 王道   | 何董     | 另一家快遞公司老闆，與方至勝是競爭對手。 | 2,4-5,11   |
| 劉增鍇 | 銀行襄理 | 聚亨銀行襄理                             | 2          |
| 劉士民 | 賀家航   | 方至勝的精神科醫師。                     | 5,7        |

## 電視劇歌曲
| 曲別   | 歌名         | 演唱者 | 作詞                        | 作曲                        |
| 片頭曲 | 在我眼裡的她 | 曾昱嘉 | 許維亨、林正、吳育澤        | 非非                        |
| 片尾曲 | 捨近求遠     | 汪東城 | 許晉嘉                      | 許晉嘉                      |
| 插曲   | 同棲         | 吳汶芳 | 林正、吳汶芳、Jumbo、邵建維 | 林正、吳汶芳、Jumbo、邵建維 |
| 插曲   | 禮物         | 嚴堡丹 | 吳汶芳                      | 吳汶芳                      |

## 台視收視率
| 臺灣 臺灣電視台 首播收视率 （AGB尼爾森）                   |                |        |      |      |
| 集數                                                       | 播出日期       | 收视率 | 排名 | 備註 |
| 1                                                          | 2020年9月19日  | 0.24   |      |      |
| 2                                                          | 2020年9月26日  | 0.30   |      |      |
| 2020年10月3日，台視因播出「第31屆金曲獎」，暫停播出一次。  |                |        |      |      |
| 3                                                          | 2020年10月10日 | 0.29   |      |      |
| 4                                                          | 2020年10月17日 | 0.34   |      |      |
| 5                                                          | 2020年10月24日 | 0.38   |      |      |
| 6                                                          | 2020年10月31日 | 0.44   |      |      |
| 7                                                          | 2020年11月7日  | 0.50   |      |      |
| 8                                                          | 2020年11月14日 | 0.48   |      |      |
| 2020年11月21日，台視因播出「第57屆金馬獎」，暫停播出一次。 |                |        |      |      |
| 9                                                          | 2020年11月28日 | 0.50   |      |      |
| 10                                                         | 2020年12月5日  | 0.40   |      |      |
| 11                                                         | 2020年12月12日 | 0.55   |      |      |
| 12                                                         | 2020年12月19日 | 0.62   |      |      |
| 13                                                         | 2020年12月26日 | 0.71   |      |      |
| 平均收視率                                                 | 平均收視率     | 0.44   |      |      |

1. 同时段或交叉时段主要节目：
  - 華視《天才衝衝衝》
  - 中視《綜藝玩很大》
  - 中天綜合台《腦波小姐》
  - 民視《幸福保衛戰》
  - 三立都會台《浪漫輸給你》／《天巡者》
  - 公視《我的婆婆怎麼那麼可愛》／《俗女養成記》／《返校》
2. 数据由AGB尼爾森調查，調查範圍是四歲以上收看電視之觀眾。
3. 資料來源：台灣-偶像劇場。

## 製作團隊
- 導演：林清芳、郭春暉
- 副導演：郭夏羽、孫文彬
- 出品人：王克捷
- 總策劃：薛鳳
- 監製：楊秋蘭、方可人、辛舒蓓、陳薇如
- 製作人：王信貴、郭靜純
- 企劃：游芳瑄
- 編審：鄭堃益
- 編劇：林珮瑜、張貽婷
- 製作公司：八大電視、王牌娛樂
- 冠名贊助
  - 台視：大誠保險經紀人
  - 八大：Aicom艾力康 燕窩胜肽賦活飲